# Карретеро, Рамон
Рамон Карретеро Марсьягс (исп. Ramón Carretero Marciags, род. 26 ноября 1990 в Панаме, Панама) — панамский профессиональный шоссейный велогонщик. Двукратный чемпион Панамы в индивидуальной гонке на время.

## Биография
9 июня 2015 года были UCI опубликовал информацию о положительном результате допинг-пробы на эритропоэтин, взятой 22 апреля того же года во время Тура Турции.

## Победы
| 2009 - Чемпион Панамы до 23 лет в индивидуальной гонке на время - Тур Панамы — этапы 1, 5 и генеральная классификация 2010 - Чемпионат Центральной Америки до 23 лет - индивидуальная гонка на время — 1-е место - групповая гонка — 3-е место - Тур Панамы — этапы 1, 5, 6 и генеральная классификация 2011 - Панамериканский чемпионат по велоспорту до 23 лет - индивидуальная гонка на время — 1-е место - Чемпионат Панамы - Чемпион в индивидуальное гонка на время - Чемпион до 23 лет в индивидуальной гонке на время - Тур Панамы — этапы 1, 5 и генеральная классификация - Тур Чирики — этапы 1, 4, 10 и генеральная классификация | 2012 - Чемпион Панамы в индивидуальной гонка на время - Тур Панамы — этапы 1, 3, 4, 5 и генеральная классификация 2013 - Чемпионат Панамы, индивидуальная гонка на время — 3-е место |

## Статистика выступлений наГранд Турах
| Гранд Тур | 2014 | 2015 |
| --------- | ---- | ---- |
| Джиро     | сход | сход |
| Тур       | –    | –    |
| Вуэльта   | –    | –    |